# Бужин, Кристина
Кристина Иоана Бужин (рум. Cristina Ioana Bujin; род. 12 апреля 1988, Констанца) — румынская легкоатлетка, специалистка по тройным прыжкам и прыжкам в длину. Выступала на профессиональном уровне в 2003—2022 годах, обладательница бронзовой медали Всемирной Универсиады, многократная чемпионка Балкан и Румынии, участница двух летних Олимпийских игр.

## Биография
Кристина Бужин родилась 12 апреля 1988 года в городе Констанца, Румыния. Занималась лёгкой атлетикой в местном клубе «Фарул», позднее проходила подготовку в клубе «Стяуа» в Бухаресте.
Впервые заявила о себе на международном уровне в сезоне 2003 года, когда вошла в состав румынской сборной и выступила на юношеском мировом первенстве в Шербруке, где в зачёте прыжков в длину стала пятой.
В 2004 году на юниорском мировом первенстве в Гроссето в прыжках в длину в финал не вышла, тогда как в тройных прыжках закрыла десятку сильнейших.
В 2005 году в тройном прыжке завоевала бронзовую награду на юношеском мировом первенстве в Марракеше. На юниорском европейском первенстве в Каунасе в прыжках в длину показала не очень высокий результат, тогда как в тройных прыжках выиграла серебряную медаль.
На юниорском мировом первенстве 2006 года в Пекине стала в тройном прыжке шестой.
В 2007 году в той же дисциплине выступила на чемпионате Европы в помещении в Бирмингеме, взяла бронзу на юниорском европейском первенстве в Хенгело.
В 2008 году участвовала в чемпионате мира в помещении в Севилье, в финал не вышла.
В 2009 году в тройном прыжке соревновалась на чемпионате Европы в помещении в Турине, получила серебро на молодёжном европейском первенстве в Каунасе, стала седьмой на чемпионате мира в Берлине. Кроме того, в этом сезоне на чемпионате Румынии в Бухаресте установила свои личные рекорды в прыжках в длину и тройных прыжках — 6,38 и 14,42 соответственно.
В 2011 году прыгала тройным на чемпионате Европы в помещении в Париже. Будучи студенткой, представляла Румынию на Всемирной Универсиаде в Шэньчжэне, где в программе тройного прыжка завоевала бронзовую награду.
В 2012 году отметилась выступлениями на чемпионате мира в помещении в Стамбуле и чемпионате Европы в Хельсинки. Выполнив олимпийский квалификационный норматив (14,30), удостоилась права защищать честь страны на летних Олимпийских играх в Лондоне — в итоге в ходе предварительного этапа тройных прыжков провалила все три свои попытки, не показав никакого результата.
На чемпионате Европы в помещении 2013 года в Гётеборге не вышла в финал тройного прыжка.
В 2014 году среди прочего прыгала тройным на чемпионате Европы в Цюрихе.
В 2015 году заняла шестое место на чемпионате Европы в помещении в Праге, выступила на чемпионате мира в Пекине.
Принимала участие в Олимпийских играх 2016 года в Рио-де-Жанейро — на предварительном квалификационном этапе прыгнула тройным на 13,38 метра, чего оказалось недостаточно для выхода в финал.
В 2017 году стартовала на чемпионате Европы в помещении в Белграде, выиграла бронзовую медаль на Франкофонских играх в Абиджане.
Завершила спортивную карьеру по окончании сезона 2022 года.